# Ibolya Oláh
Ibolya Oláh (maďarsky Oláh Ibolya, * 31. ledna 1978 Nyíregyháza) je maďarská zpěvačka a herečka, vítězka soutěže Megasztár I. vysílané na TV2.

## Kariéra
- 2004 Megasztár I. válogatás
- 2004 Album - Egy Sima, Egy Fordított
- 2005 Album - Édes Méreg („Sladký Jed“)
- 2007 Aida (muzikál)
- 2008 Casting minden (film)

## Písničky
Seznam písniček:
| - A Hiba - A lélek katonái - A miskolci Boni és Klájd - A szerelemnek múlnia kell - Belső bolygó - Csak egy perc még - Csak neked játszom - Eddig Baby - Édes Méreg - Embertelen dal - Hazám - Ibolyavirág - Jó estét nyár, jó estét szerelem - Legyen ünnep - Magyarország - Majd elfújja a szél - Marionett - Még él még - Mi lesz velem? - Most | - Neked írom a dalt - Nem a miénk az ég - Nem kell - Nézz vissza - Oly könnyű - Otthonom a nagyvilág - Ölelj, amíg lehet - Ördögöd van - Öröm és könny - Papa, ha félsz - Papírkutya - Ringasd el magad - Szállj fel magasra - Találj már rám - Titkos szobák szerelme - Tűnj el - Valamit valamiért - Volt egyszer egy lány |

| Év   | Album                                                                   | Legmagasabb helyezés                   | Minősítés      |
| Év   | Album                                                                   | MAHASZ Top 40 album- és válogatáslemez | Minősítés      |
| ---- | ----------------------------------------------------------------------- | -------------------------------------- | -------------- |
| 2004 | Egy sima, egy fordított - 1. stúdióalbum - Megjelenés: 2004. október 5. | 1                                      | - Platinalemez |
| 2005 | Édes méreg - 2. stúdióalbum - Megjelenés: 2005. november 18.            | 2                                      | - Platinalemez |
| 2010 | El merem mondani - 3. stúdióalbum - Megjelenés: 2010. február 26.       | 4                                      |                |
| 2011 | Nézz vissza - 1. válogatásalbum - Megjelenés: 2011. november 24.        | -                                      |                |
| 2018 | Voltam Ibojka - 4. stúdióalbum - Megjelenés: 2018                       | -                                      |                |